# خانه خدابنده
خانه مرحوم خدابنده مربوط به اواخر دوره قاجار است و در بمپور، خیابان امام خمینی شرقی، روبروی مسجد جامع اهل سنت واقع شده و این اثر در تاریخ ۷ مهر ۱۳۸۱ با شمارهٔ ثبت ۶۱۰۵ به‌عنوان یکی از آثار ملی ایران به ثبت رسیده است.